# Wohn- und Geschäftshaus Nordersteinstraße 21
Das Wohn- und Geschäftshaus Nordersteinstraße 21 in der niedersächsischen Kreisstadt Cuxhaven im Landkreis Cuxhaven stammt vom Anfang des 20. Jahrhunderts.
Aktuell (2024) wird es für Wohnungen sowie Läden genutzt.
Das Gebäude steht unter Denkmalschutz (siehe auch Liste der Baudenkmale in Cuxhaven).

## Geschichte und Beschreibung
Die Nordersteinstraße ist eine Geschäftsstraße in Süd-Nord-Richtung von der Südersteinstraße bis zum Kämmererplatz sowie zur Rohdestraße, Deichstraße und Poststraße. Sie wurde benannt nach der Lage nördlich von der „Steinburg“ (Schloss Ritzebüttel).
Das dreigeschossige traufständige historisierende Gebäude mit hohem Satteldach und zwei Giebelgauben wurde 1904 gebaut und 1912 um das zweite Obergeschoss aufgestockt. Die Straßenfassade ist symmetrisch gestaltet im Wechsel zwischen backsteinsichtigen Flächen und Putzdekor, vor allem im Bereich der Fenster. Mittig ist eine risalitartige hervorgehobene Achse mit einem darüber liegenden Dachhaus.
Das Landesdenkmalamt befand u. a.: „… Der Aufschwung Cuxhavens als Marine- und Seebadstandort um 1900 schlug sich auch in mehreren Stadterweiterungen mit vermehrter Bebauung nieder, die in der Nordersteinstraße und umliegend vor allem Wohn- und Geschäftshäuser des Historismus hervorbrachte.“